# Chiesa del Carmine (Modica)
La chiesa di Santa Maria del Carmelo, detta "del Carmine" (fine XIV - inizi XV sec.), in precedenza chiesa di Santa Maria dell'Annunziata, è una chiesa di Modica, uno dei pochi monumenti che resistette alla violenza del terremoto del 1693.

## Storia

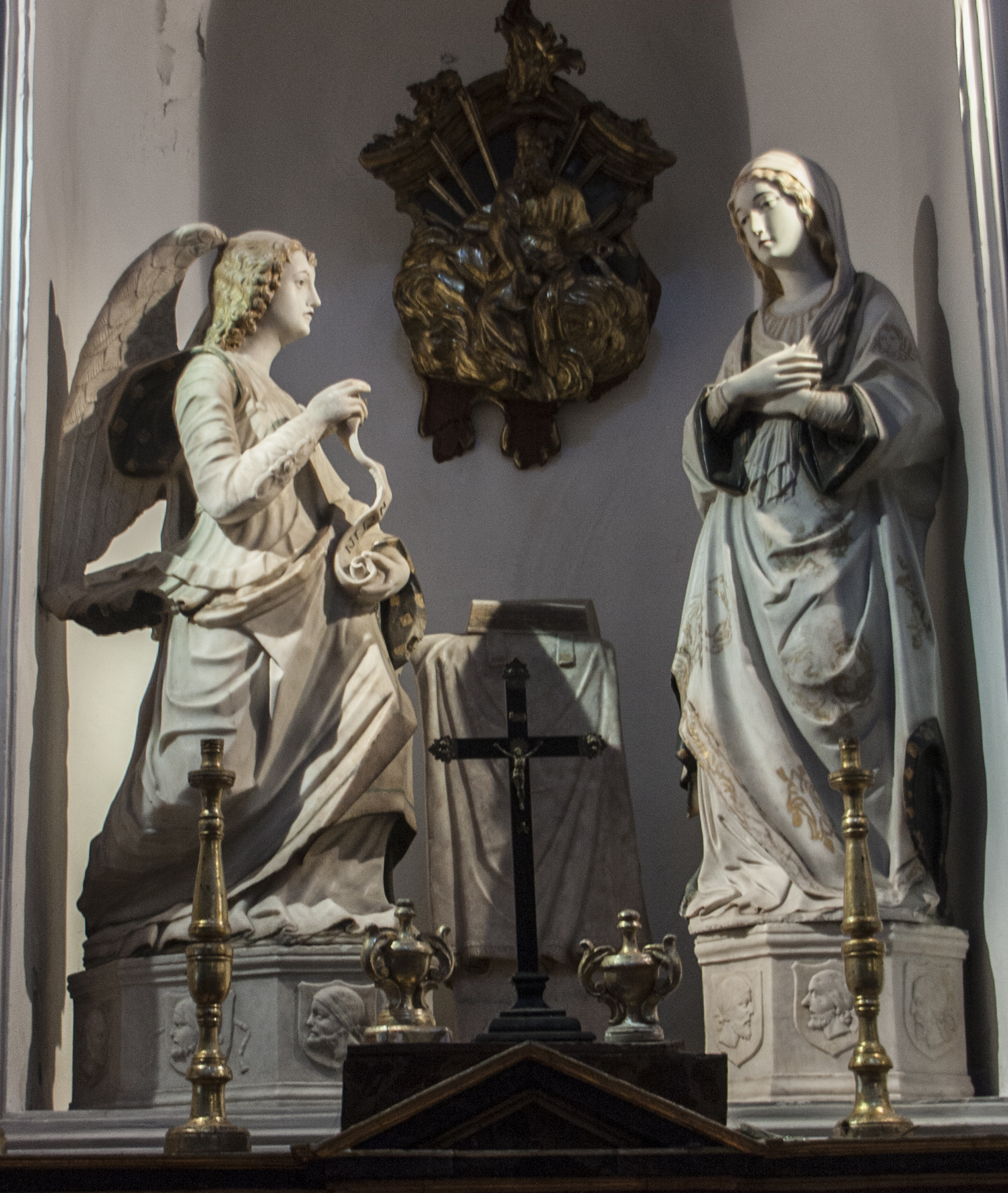
Annunciazione, Antonello Gagini.

## Esterno
Il prospetto, che aveva in parte superato anche i terremoti del 1542 e 1613, è arricchito da un bel portale risalente alla fine del Trecento, già dichiarato Monumento Nazionale all'inizio del XX secolo, sovrastato da un rosone francescano con dodici raggi, il tutto in stile tardogotico chiaramontano. Le parti superiori della facciata e del campanile sono comunque sovrastrutture barocche settecentesche post-terremoto.

## Interno
All'interno, a lato dell'altare, si conserva una cappella tardo-gotica, anch'essa databile alla fine del XIV secolo, riportata alla luce di recente. Presenta essa tracce di affreschi murali, ed il suo pavimento ricopre una cripta funeraria, visibile da una botola, mentre una parete di tamponamento del Settecento ha tenuto nascosto per tre secoli l'arco d'ingresso alla cappella, trapuntato come un merletto. Tamponato da un muro, un altro arco di accesso ad una delle antiche cappelle laterali è visibile sul muro di destra non appena si entra in chiesa. Sempre all'interno dell'atrio, sulla destra, è esposta una Madonna del latte (secolo XIV): una statua in cartapesta, originale come tema e da considerare una rarità anche per la datazione, essendo coeva all'edificazione della chiesa. Un altare sulla sinistra accoglie il gruppo statuario in marmo bianco dell'Annunciazione, opera di Antonello Gagini. Il gruppo scultoreo fu consegnato all'ordine Carmelitano nel 1532.
All'interno della chiesa si conserva anche la tavola di Sant'Alberto (forse facente parte di un polittico), dipinta nei primi anni del Cinquecento (durante la sua residenza siciliana fra il 1513 ed il 1517) da Cesare da Sesto, allievo di Leonardo da Vinci. Girando lo sguardo all'indietro, nella cantoria collocata sopra l'ingresso della chiesa, si ammira un piccolo organo monumentale in legno, il più antico fra quelli ancora funzionanti a Modica, datato 1774. Risale al 2006, invece, durante lavori edili di sgombero, il ritrovamento da parte di un privato, proprietario di un locale attiguo alla chiesa sul lato di via Pellico, di un altro portale gotico di fine Trecento, che costituiva l'ingresso dalla navata ad una delle cappelle laterali, poi andata svenduta, quindi adattata a civile abitazione, dopo i danni causati dal terremoto del 1693. I lavori di recupero - supervisionati dalla Soprintendenza alle Belle Arti - avvisata della scoperta dallo stesso proprietario - hanno portato anche al rinvenimento di una cripta sotterranea, colma di ossa, probabili reliquie dei monaci carmelitani.

## Convento
Convento di Santa Maria Annunziata la Nova dell'Ordine della Beata Vergine del Monte Carmelo.